# NGC 689
NGC 689 (również PGC 6724) – galaktyka spiralna (Sab), znajdująca się w gwiazdozbiorze Pieca. Została odkryta w 1886 roku przez Ormonda Stone’a.
W galaktyce zaobserwowano supernową SN 2007rv.